# Мартті Мієттунен
Мартті Мієттунен (фін. Martti Juhani Miettunen 17 квітня 1907, Сімо, Велике князівство Фінляндське —  19 січня 2002, Гельсінкі, Фінляндія) —  фінський державний і політичний діяч, 27-й і 58-й прем'єр-міністр Фінляндії (1961 — 1962 і 1975 — 1977). 

## Життєпис
27-й і 58-й  прем'єр-міністр Фінляндії, міністр громадських робіт та транспорту, міністр сільського господарства, міністр фінансів, канцлер державної скарбниці, депутат Едускунти. 
Народився в Лапландії в родині дрібного фермера. Отримав сільськогосподарську освіту. 
Урядовий консультант з аграрних питань і секретар кабінету міністрів провінції Лапландія в 1938 — 1941 і 1944 — 1945, фермер в 1941 — 1944, Секретар Аграрної партії в 1946 — 1950. 
Депутат парламенту Фінляндії від Аграрної партії в 1945 — 1958. Член колегії вибірників президента в 1950 і 1956. У 1958 — 1973 губернатор Лаппі. Тривалий час вважався правою рукою Урго Кекконена. 
Міністр:
- 1950 — 1951, 1954 — 1956 — громадських робіт та транспорту,
- 1951 — 1953, 1956 — 1957, серпень-листопад 1958, 1968 — 1970 — сільського господарства,
- травень-жовтень 1954 — фінансів,
- липень-листопад 1957 — канцлер державної скарбниці.

Двічі обіймав посаду прем'єр-міністра, очолював 3 складу уряду. 

## Факти
- Мартті Мієттунен був одним із найбільших довгожителів серед колишніх керівників держав і урядів в сучасному світі.
- Мартті Мієттунену належить рекорд за тривалістю життя серед всіх президентів і глав урядів Фінляндії.